# HMS Pursuer (D73)
HMS Pursuer (D73), nguyên là tàu sân bay hộ tống USS St. George (CVE-17) (ký hiệu lườn ban đầu AVG-17 và rồi là ACV-17) của Hải quân Hoa Kỳ thuộc lớp Bogue, được chuyển cho Hải quân Hoàng gia Anh Quốc, và đã phục vụ trong Chiến tranh Thế giới thứ hai như một chiếc thuộc lớp Attacker. Sau chiến tranh nó được hoàn trả cho Mỹ, và bị tháo dỡ vào năm 1946.

## Thiết kế – Chế tạo – Chuyển giao
Nó được đặt lườn vào ngày 15 tháng 5 năm 1941 như một tàu hàng kiểu C3-S-A1 tên gọi SS Mormacland (thứ hai) dành cho hãng Moore-McCormack Lines, Inc. (số hiệu đóng tàu 163), theo hợp đồng với Ủy ban Hàng hải Hoa Kỳ; và được chế tạo bởi hãng Ingalls Shipbuilding tại Pascagoula, Mississippi. Nó được Hải quân Hoa Kỳ sở hữu và đổi tên thành St. George (AVG-17) vào ngày 7 tháng 1 năm 1942; và đến ngày 4 tháng 2 năm 1942 nó được chuyển cho Anh Quốc theo chương trình Cho thuê-cho mượn dưới tên gọi HMS Pursuer (D73).
Nó được hạ thủy vào ngày 18 tháng 7 năm 1942; được đỡ đầu bởi Bà Ann S. Bartman, được xếp lại lớp thành  ACV-17 vào ngày 20 tháng 8 năm 1942; được chuyển giao cho Hải quân Hoàng gia Anh vào ngày 14 tháng 6 năm 1943. Nó được xếp lại lớp thành CVE-17 vào ngày 15 tháng 7 năm 1943.

## Lịch sử hoạt động
Pursuer phục vụ cùng với Hạm đội Nhà Anh Quốc trong suốt cuộc chiến tranh, chủ yếu trong vai trò hộ tống các đoàn tàu vận tải. Tuy nhiên, vào ngày 3 tháng 4 năm 1944, nó cũng thực hiện các phi vụ bay hỗ trợ để không kích chiếc thiết giáp hạm Đức Tirpitz tại Altenfjord thuộc Na Uy, vốn đã loại khỏi vòng chiến chiến tàu chiến Đức trong vòng ba tháng. Vào tháng 6 năm 1944, Pursuer hoạt động cùng với một đội tàu sân bay Anh Quốc để hỗ trợ chống tàu ngầm trong trận Normandy; và hỗ trợ trên không cho cuộc đổ bộ lực lượng Đồng Minh lên miền Nam nước Pháp trong tháng 8 và tháng 9.
Chiếc tàu sân bay được hoàn trả cho Hoa Kỳ vào ngày 12 tháng 2 năm 1946. Nó được rút khỏi danh sách Đăng bạ Hải quân vào ngày 28 tháng 3 năm 1946, và được bán cho hãng Patapsco Steel Scrap Co. tại Bethlehem, Pennsylvania vào ngày 14 tháng 5 năm 1946 để tháo dỡ.